# Drimajliwka (przystanek kolejowy)
Drimajliwka (ukr. Дрімайлівка) – przystanek kolejowy w pobliżu miejscowości Drimajliwka, w rejonie czernihowskim, w obwodzie czernihowskim, na Ukrainie. Położony jest na linii Czernihów – Niżyn.